# Leonhard Küppers
Leonhard Küppers (Pseudonym: Ulrich Amfaldern; * 26. April 1903 in Kückhoven/Erkelenz; † 2. Juni 1985) war ein deutscher katholischer Priester, Kunsthistoriker und Schriftsteller.

## Leben
Leonhard Küppers wurde 1928 an der Universität München zum Dr. phil. promoviert. Er wirkte als katholischer Hochschulpfarrer in Düsseldorf. Seit 1962 war er Professor für christliche Kunst am Priesterseminar Essen. Daneben war er Leiter der Kommission für Bau-, Kunst- und Denkmalpflege des Bistums Essen sowie Referent für Künstlerseelsorge im Bischöflichen Seelsorgeamt. Seit 1963 lehrte er als Professor für christliche Kunst, Ikonografie und Symbolik an der Kunstakademie Düsseldorf. Von 1967 bis 1983 war er zudem Kustos des Essener Domschatzes.
Leonhard Küppers verfasste neben zahlreichen Arbeiten zur christlichen Kunst, insbesondere zur Ikonografie, auch erzählende Werke, Reiseberichte, Gedichte und Theaterstücke.

## Veröffentlichungen (Auswahl)
- Psychologische Untersuchungen über die Lüge, München 1928 (= Dissertation)
- Capri und ein Christ, Köln 1939
- Franziskus, der Heilige von Assisi, Düsseldorf 1939
- Lasset uns nach Bethlehem gehen!, Düsseldorf 1940
- Glorreiches Ravenna, Düsseldorf 1941
- Der Spiegel, Düsseldorf 1941 (unter dem Namen Ulrich Amfaldern)
- (Hrsg.): Große sprechen vom Tod, Düsseldorf 1941
- Unterirdisches Rom, Düsseldorf 1942
- Südliche Stadt, Düsseldorf 1946
- Die Tage des Knaben Anselmo, Düsseldorf 1946 (unter dem Namen Ulrich Amfaldern)
- Vom christlichen Sterben, Düsseldorf 1946
- Franziskus, Überwinder der Welt, Düsseldorf 1947
- Nun wollen wir singen das Abendlied, Düsseldorf 1947
- Sonette, Düsseldorf 1947 (unter dem Namen Ulrich Amfaldern)
- Von Recht und Liebe in der Kirche, Düsseldorf 1947
- Göttliche Ikone, Düsseldorf 1949
- Kunst und Künstler, Paderborn 1949
- (Hrsg.): Kirche und Kunst in zeitgenössischen Dokumenten, Düsseldorf 1955
- Kleiner Weg zur Kunst, Essen 1961
- Der Same ist das Wort Gottes, Essen 1961
- (Hrsg.): Vom Kirchbau heute, Oberhausen 1961
- (Hrsg.): Das Essener Münster, Essen 1963
- Franz von Assisi, Recklinghausen 1964
- Der heilige Georg, Recklinghausen 1964
- Die Heiligen Drei Könige, Recklinghausen 1964
- mit Johannes H. Emminghaus: Maria Magdalena, Recklinghausen 1964
- mit Jürgen Schultze: Paulus, Recklinghausen 1964
- mit Johannes H. Emminghaus: Petrus, Recklinghausen 1964
- Was beim Bau einer Kirche und bei ihrer Ausstattung zu beachten ist, Essen 1964
- mit Anneliese Schröder: Katharina, Recklinghausen 1965
- Maria, Recklinghausen 1965
- mit Anneliese Schröder: Dorothea, Recklinghausen 1966
- mit Paul Mikat: Der Essener Münsterschatz, Essen 1966
- mit Johannes H. Emminghaus: Johannes der Evangelist, Recklinghausen 1966
- mit Johannes H. Emminghaus: Johannes der Täufer, Recklinghausen 1966
- mit Johannes H. Emminghaus: Lukas, Recklinghausen 1966
- mit Jürgen Schultze: Markus, Recklinghausen 1966
- mit Eberhard Kleffner: Neue Kirchen im Bistum Essen, Essen 1966
- mit Anneliese Schröder: Stephanus, Recklinghausen 1966
- mit Bernhard Kerber: Veronika, Recklinghausen 1966
- Elisabeth, Recklinghausen 1967
- Martin, Recklinghausen 1967
- mit Johannes H. Emminghaus: Ursula, Recklinghausen 1967
- Barbara, Recklinghausen 1968
- Michael, Recklinghausen 1970
- Marienklage, Essen 1974
- Die Schatzkammer der Kathedralkirche in Essen, Bochum 1974
- (Hrsg.): Die Gottesmutter, Recklinghausen. 2 Bände, Recklinghausen 1974
- mit Peter Happel: Essen – Dom und Domschatz, Königstein im Taunus 1975
- Die Grablegung im Essener Münster, Recklinghausen 1976
- Hildegard Bienen, Recklinghausen 1977
- mit Toni Schneider-Manzell, Hartmut Vogler: Der Dom zu Essen. Bronzeportale, Edition Werry, Mülheim a.d. Ruhr 1984, ISBN 3-88867-022-5.

| Personendaten    | Personendaten                                          |
| ---------------- | ------------------------------------------------------ |
| NAME             | Küppers, Leonhard                                      |
| ALTERNATIVNAMEN  | Amfaldern, Ulrich (Pseudonym)                          |
| KURZBESCHREIBUNG | deutscher Priester, Kunsthistoriker und Schriftsteller |
| GEBURTSDATUM     | 26. April 1903                                         |
| GEBURTSORT       | Kückhoven, Erkelenz                                    |
| STERBEDATUM      | 2. Juni 1985                                           |